# Sally Mene
Sally Mene (geb. Flynn; * 2. Dezember 1949) ist eine ehemalige neuseeländische Diskuswerferin und Speerwerferin.
Bei den British Commonwealth Games 1970 in Edinburgh wurde sie Siebte im Diskuswurf und Achte im Speerwurf. Vier Jahre später wurde sie bei den British Commonwealth Games 1974 in Christchurch Siebte im Diskuswurf und Elfte im Speerwurf.
Sechsmal wurde sie Neuseeländische Meisterin im Speerwurf (1965, 1966, 1968, 1970, 1973) und dreimal im Diskuswurf (1970, 1971, 1974). Ihre persönliche Bestleistung im Diskuswurf von 49,44 m stellte sie am 17. Januar 1970 in Christchurch auf.